# Karl Brunner (Rennrodler)
Karl Brunner (* 19. Mai 1951 in Olang, Südtirol) ist ein ehemaliger Rennrodler im Kunstbahnrodeln und war langjähriges Mitglied der italienischen Mannschaft.
Der mehrfache italienische Meister gehörte in den 1970er Jahren zu den erfolgreichsten Rennrodlern. Zu seinen größten Erfolgen zählen
- der Weltmeistertitel im Einsitzer 1971 in Olang,
- und die Silbermedaille bei den Olympischen Spielen 1980 in Lake Placid, die er im Doppelsitzer mit seinem Partner Peter Gschnitzer errang.
- Mit diesem gewann er auch 1978 und 1979 den Weltcup im Doppelsitzer.[1]

Seine weiteren Erfolge:
- Zweiter Platz bei den Weltmeisterschaften 1977 in Igls im Doppelsitzer (mit Peter Gschnitzer)[1]
- Dritter Platz bei den Europameisterschaften 1977 am Königssee im Einsitzer[1]
- Zweiter Platz bei den Weltmeisterschaften 1979 am Königssee im Einsitzer[1]
- Dritter Platz bei den Europameisterschaften 1979 in Oberhof im Doppelsitzer (mit Peter Gschnitzer)[1]
- Dritter Platz im Gesamtweltcup 1980 im Einsitzer[2]
- Erster Platz bei den Europameisterschaften 1980 in Olang im Einsitzer[1]
- Zweiter Platz im Gesamtweltcup 1980 im Einsitzer[2]
- Dritter Platz im Gesamtweltcup 1980 im Doppelsitzer (mit Peter Gschnitzer)[2]
- Zweiter Platz im Gesamtweltcup 1981 im Doppelsitzer (mit Hansjörg Raffl)[2]
- Dritter Platz im Gesamtweltcup 1981 im Einsitzer[2]

## Weltcupsiege
| Nr. | Datum         | Ort            | Bahn                  |
| --- | ------------- | -------------- | --------------------- |
| 1.  | 29. Jan. 1978 | Innsbruck-Igls | Olympia Eiskanal Igls |

| Nr. | Datum         | Ort       | Bahn                                  |
| --- | ------------- | --------- | ------------------------------------- |
| 1.  | 4. Dez. 1977  | Königssee | Kombinierte Kunsteisbahn am Königssee |
| 2.  | 9. März 1980  | Königssee | Kunsteisbahn Königssee                |
| 3.  | 17. Jan. 1982 | Imst      | Rodelbahn Imst                        |